# Мартинс, Адемар
Адемар Мартинс (порт.-браз. Adhemar (Ademar) Martins; 9 декабря 1900, Рио-де-Жанейро — неизвестно), более известный под именем Жапоне́с (порт.-браз. Japonês (Japonez)) — бразильский футболист, защитник.

## Карьера
Жапонес начал карьеру в клубе «Фламенго», где дебютировал 13 января 1916 года в матче с «Сан-Кристованом» (1:1). Любопытно, что следующий матч футболист провёл лишь 8 апреля 1917 года. 20 мая того же года он сыграл первый официальный матч за клуб с командой «Андарай» (2:2). 28 апреля 1918 года Жапонес забил первый мяч за клуб, поразив ворота «Бангу» (9:1). С командой защитник выиграл четыре чемпионата штата Рио-де-Жанейро. Последний матч за клуб Жапонес провёл 4 сентября 1927 года против «Васко да Гамы» (2:1). Всего за клуб он сыграл 154 матча и забил 14 голов, по другим данным 156 матчей и 13 голов.
Жапонес был тем человеком, который помог попасть во «Фламенго» Фернандиньо: он являлся другом его матери, и поспособствовал приходу футболиста в клуб.

## Статистика

### Клубная
| Сезон | Клуб     | Чемпионат | Чемпионат | Турнир Начала | Турнир Начала | Прочие | Прочие |
| Сезон | Клуб     | Игры      | Голы      | Игры          | Голы          | Игры   | Голы   |
| ----- | -------- | --------- | --------- | ------------- | ------------- | ------ | ------ |
| 1916  | Фламенго | 0         | 0         | 0             | 0             | 1      | 0      |
| 1917  | Фламенго | 17        | 0         | 0             | 0             | 7      | 0      |
| 1918  | Фламенго | 17        | 6         | 2             | 0             | 3      | 0      |
| 1919  | Фламенго | 17        | 4         | 1             | 0             | 3      | 0      |
| 1920  | Фламенго | 5         | 1         | 0             | 0             | 4      | 0      |
| 1921  | Фламенго | 2         | 1         | 1             | 0             | 1      | 0      |
| 1922  | Фламенго | 7         | 1         | 0             | 0             | 1      | 0      |
| 1923  | Фламенго | 1         | 0         | 4             | 0             | 4      | 0      |
| 1924  | Фламенго | 12        | 0         | 0             | 0             | 2      | 0      |
| 1925  | Фламенго | 18        | 1         | 0             | 0             | 3      | 0      |
| 1926  | Фламенго | 12        | 0         | 0             | 0             | 3      | 0      |
| 1927  | Фламенго | 6         | 0         | 0             | 0             | 0      | 0      |

### Международная
| Матчи Жапонес за сборную Бразилии | Матчи Жапонес за сборную Бразилии | Матчи Жапонес за сборную Бразилии | Матчи Жапонес за сборную Бразилии | Матчи Жапонес за сборную Бразилии | Матчи Жапонес за сборную Бразилии | Матчи Жапонес за сборную Бразилии |
| --------------------------------- | --------------------------------- | --------------------------------- | --------------------------------- | --------------------------------- | --------------------------------- | --------------------------------- |
| №                                 | Дата                              | Место проведения                  | Оппонент                          | Счёт                              | Голы                              | Турнир                            |
| 1                                 | 18 сентября 1920                  | Винья-дель-Мар                    | Уругвай                           | 0:6                               | —                                 | Чемпионат Южной Америки           |
| 2                                 | 25 сентября 1920                  | Винья-дель-Мар                    | Аргентина                         | 0:2                               | —                                 | Чемпионат Южной Америки           |
| 3                                 | 11 ноября 1925                    | Сан-Паулу                         | Коринтианс                        | 1:1                               | —                                 | Товарищеский матч                 |

## Достижения
- Чемпион штата Рио-де-Жанейро: 1920, 1921, 1925, 1927